# Elecciones parlamentarias de Islandia de 1927
Las elecciones parlamentarias de Islandia de 1927, se realizaron el 9 de julio de ese mismo año. Los votantes eligieron 28 escaños para la Cámara Baja del Alþingi y ocho de los catorce escaños de la Cámara Alta. El Partido Progresista se convirtió en el partido más grande de la Cámara Baja, ganando 13 de los 28 escaños parlamentarios.

## Resultados
| Partido                 | Votos  | %    | Cámara Baja | Cámara Baja | Cámara Alta | Cámara Alta |
| Partido                 | Votos  | %    | +/–         | Escaños     | +/–         | Escaños     |
| ----------------------- | ------ | ---- | ----------- | ----------- | ----------- | ----------- |
| Partido Conservador     | 14.441 | 44,0 | 10          | Nuevo       | 6           | Nuevo       |
| Partido Progresista     | 9.962  | 30,3 | 13          | +3          | 6           | +1          |
| Partido Socialdemócrata | 6.257  | 19,0 | 3           | +2          | 2           | +2          |
| Partido Liberal         | 1.996  | 6,1  | 1           | Nuevo       | 0           | Nuevo       |
| Independientes          | 905    | 2.8  | 1           | 0           | 0           | 0           |
| Votos en blanco/nulos   | 919    | –    | –           | –           | –           | –           |
| Total                   | 32.928 | 100  | 28          | 0           | 14          | 0           |
| Participación electoral | 46.047 | 71.5 | –           | –           | –           | –           |
| Fuente: Nohlen & Stöver |        |      |             |             |             |             |